# Prata Palomares
Prata Palomares é um filme brasileiro de 1971, dirigido por André Faria. 

## Sinopse
Proibido pela censura, o filme retoma o tema da guerrilha, presente em outros filmes realizados entre o final dos anos de 1960 e o início da década seguinte, tais como Terra em Transe, de Glauber Rocha (1967), Blá, blá, blá,  de Andrea Tonacci (1968), Dezesperato, de Sérgio Bernardes Filho (1968) e República da Traição, de Carlos Alberto Ebert (1970).
A trama gira em torno de dois guerrilheiros que, cercados pelas forças da ordem, escondem-se  numa igreja da fictícia Porto Seguro, aguardando uma oportunidade para escapar em direção à área ocupada pelos seus companheiros. Um dos guerrilheiros (Renato Borghi), faz-se  passar pelo padre  que estava sendo aguardado pelos poderosos do lugarejo, enquanto o outro (Carlos Gregório) permanece escondido, construindo  um barco para a fuga de ambos. 
Chama a atenção no filme o imbricamento entre situações de cunho verossímil e oníricas. Após algum tempo escondidos, em meio a discussões e muita tensão, os guerrilheiros encontram a personagem de Ítala Nandi na igreja. Ela anuncia que quer ter um filho de ambos e faz amor com eles num clima fortemente simbólico. A mesma personagem aparecerá depois como seguidora de um líder popular local, assumindo um caráter verossímil. Torturada barbaramente pelos agentes do poder, ela ressurge no final do filme para reencontrar o guerrilheiro que construiu o barco. A própria relação entre os dois guerrilheiros sofre esse tipo de mudança radical, que se estende também à interpretação dos atores. 
Inesperadamente o falso padre começa a acreditar na nova identidade e procura se transformar em líder messiânico do lugar, envolvendo-se com os poderosos que torturam e matam um líder popular dentro da igreja. O falso padre, acreditando ter poderes miraculosos, entra em conflito com o colega guerrilheiro e morre. 
Uma diferença marcante entre a película de André Faria Jr. e outras do mesmo período, com temática claramente politizada, é que, em Prata Palomares, há uma abordagem da religião através do guerrilheiro que trai a revolução, acreditando no fanatismo religioso como solução para os impasses sociais e políticos - dimensão esta inexistente ou presente apenas de forma tênue, nos demais filmes.
O ritmo temporal distendido e a sofisticada fotografia contribuem para a criação de uma atmosfera ao mesmo tempo mágica e sufocante, como a da missa na praia ou a da tortura do líder popular na igreja, realizada com o auxílio de objetos do templo religioso.
Em 1972, o Prata Palomares participou do Festival de Cannes na Semana da Crítica. O filme foi selecionado mas não pode ser projetado por exigência da censura do governo brasileiro.

## Elenco
- Ítala Nandi
- Renato Borghi
- Carlos Gregório
- Otávio Augusto
- Elke Hering
- Renato Dobal
- Carlos Prieto
- Paulo Augusto
- Elisabeth Kander